# العقل والثورة (كتاب)
العقل والثورة: هيغل وصعود النظرية الاجتماعية هو كتاب صدر عام 1941 للفيلسوف ألأماني ألأمريكي هربرت ماركوزه، يناقش فيه المؤلف النظريات الاجتماعية للفلاسفة جورج فلهلم فريدريش هيغل وكارل ماركس. يعيد ماركوس تفسير ماقدمه هيغل، بهدف إظهار أن المفاهيم الأساسية الًتي وضعها هيغل معادية للاتجاهات التي أدت إلى الفاشية. وقد حظي الكتاب بالثناء باعتباره مناقشة مهمة لهيغل وماركس.
ينتقد ماركوز في كتابه الأطروحة التي طرحها ليونارد هاوس «النظرية الميتافيزيقية للدولة» عام (1918)، قدم هيجل التحضير الأيديولوجي للسلطة الاستبدادية الألمانية، مما يجعل القضية هي أن هيغل كان ثوريًا.

## المختصر
يناقش ماركوزه الأساس الفلسفي لفكر ماركس، ويقدم سردًا لفكرة ماركس عن العمل. في ملحق لطبعة 1960، ذكر ماركوز أن «التطور الكبير الأخير الذي حدث هو فقط في تفسير فلسفة هيغل هو إحياء دراسات هيغل بعد الحرب في فرنسا». ويعطي ماركوز الفضل في التفسير الفرنسي الجديد مع إظهار بوضوح «العلاقة الداخلية بين الجدلية المثالية والمادية». ويقدم قائمة بالأعمال الرئيسية، بما في ذلك مقدمة ألكساندر كوجيف لقراءة هيجل.
كتب المحلل النفسي إريك فروم عن كتاب مفهوم ماركس للإنسان (1961)، كما امتدح كتاب العقل والثورة، واصفًا إياها بأنها «رائعة ومخلقة» و «العمل الأكثر أهمية الذي فتح الباب لفهم النزعة الإنسانية لماركس». وصف المؤرخ بيتر غاي الكتاب بأنه واحد من أهم المناقشات حول الاغتراب في الأدبيات العلمية حول هيغل وماركس.
مقتطف من كتاب الثورة والعقل: